# Tall-e Bardī
Tall-e Bardī (persiska: تل بردی, Tol-e Bardī) är en ort i Iran.   Den ligger i provinsen Khuzestan, i den centrala delen av landet, 600 km söder om huvudstaden Teheran. Tall-e Bardī ligger 322 meter över havet och antalet invånare är 125.
Terrängen runt Tall-e Bardī är platt åt sydväst, men åt nordost är den kuperad. Runt Tall-e Bardī är det ganska tätbefolkat, med 62 invånare per kvadratkilometer. Närmaste större samhälle är Behbahān, 15,4 km söder om Tall-e Bardī. Trakten runt Tall-e Bardī består till största delen av jordbruksmark.